# ヨーゼフ・ケステル

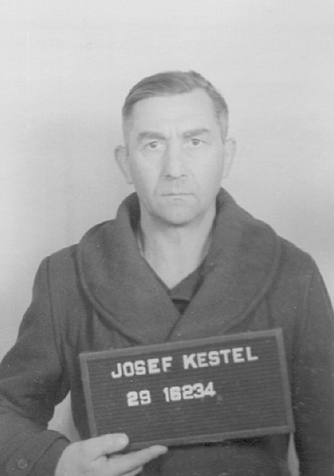
ヨーゼフ・ケステル（1947年4月）

ヨーゼフ・ケステル（ドイツ語: Josef Kestel, 1904年10月29日 - 1948年11月19日）は、ドイツの軍人。第二次世界大戦中、親衛隊（SS)の隊員としてダッハウ強制収容所、ブーヘンヴァルト強制収容所、ミッテルバウ＝ドーラ強制収容所付外部収容所などに勤務した。最終階級は親衛隊上級曹長。

## 経歴
1904年、クローナハに生を受ける。
学校教育後は雑務労働者（Gelegenheitsarbeiten）となり、1919年からは1928年までは靴工場の工員として、その後1933年までは建設作業員として働いた。1933年、国家社会主義ドイツ労働者党（NSDAP, ナチ党）に入党すると共に親衛隊に入隊する。同年からダッハウ強制収容所に看守として配属され、1937年からはブロック長（Blockführer）の役職についている。1940年10月から1945年4月11日までブーヘンヴァルト強制収容所に勤務。
ケステルはブーヘンヴァルトでもブロック長の役職についている。1941年2月から1942年1月、ケステルは砕石場に派遣される懲罰隊（Strafkompanie）所属者から成る囚人分遣隊の監督を務めた。
1945年、ミッテルバウ＝ドーラ強制収容所の外部収容所であるボールック兵舎強制収容所に配属される。ケステルは所長ハインリヒ・ヨステンSS中尉の直属の部下であった。同収容所では栄養失調や劣悪な衛生環境が長らく放置されており、多くの収容者が死亡していた。
敗戦後、ケステルはダッハウ裁判の一環として開かれたブーヘンヴァルト主要裁判で裁かれた。この中で、ケステルは連合国軍の捕虜を虐待・殺害したとしたとして起訴された。ケステルは収容所内の懲罰規則に基づく収容者への処罰を行った事は認めたものの、殺害については否認し続けた。1947年8月14日、ケステルは砕石場における収容者の死について間接的・直接的に関与しており、ブーヘンヴァルト収容所の運営に十分な関与があったとして死刑が宣告された。ケステルは減刑嘆願書を2度提出しているがいずれも却下されている。1948年11月19日、ランツベルク戦犯収容所にて絞首刑に処された。